# 雙齒擬相手蟹

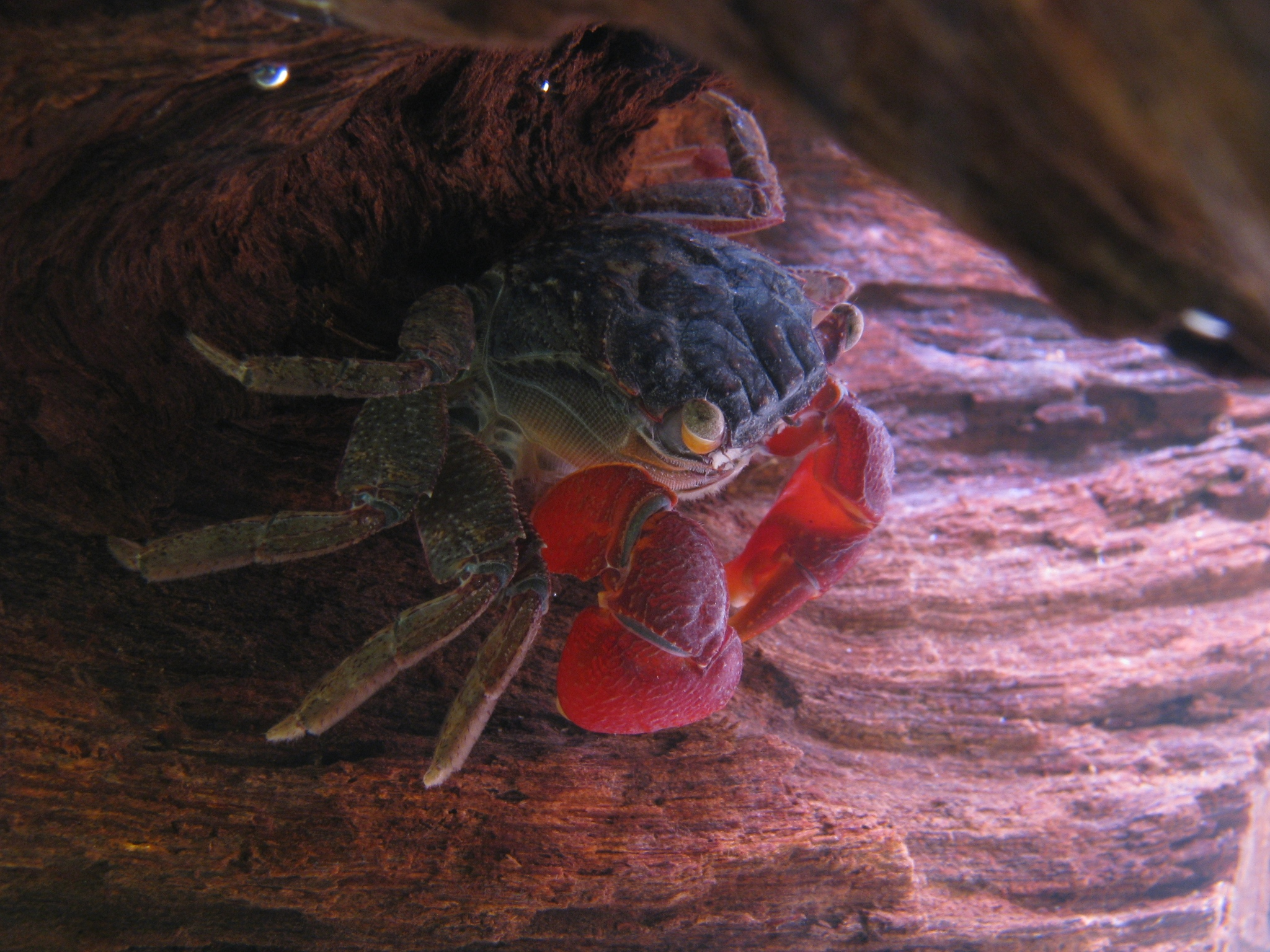
養雙齒擬相手蟹喺魚缸裏面

雙齒擬相手蟹，相手蟹科擬相手蟹屬的一種。
雙齒擬相手蟹的食性雜，什麼都吃， 腐爛的紅樹葉、腐肉都是食物來源。 牠們挖窿的習性亦可確保紅樹根四周的空氣流通 。 所以 ，雙齒擬相手蟹是紅樹生態系統的重要部分 。

## 分布
本種主要分布於印太地區沿海，在日本，台灣，菲律賓都見到 。